# Pochyta
Pochyta là một chi nhện trong họ Salticidae.